# Chrysothemis pulchella
Espèce
Chrysothemis pulchella est une espèce de plantes à fleurs de la famille des Gesneriaceae originaire d'Amérique centrale et des Antilles.

## Synonymes
- Besleria pulchella  Donn.
- Chrysothemis aurantiaca  Decne.
- Cyrtandromoea minor  Ridl.
- Episcia pulchella  (Donn ex Sims) Mart. ex G. Don
- Skiophila pulchella  (Donn ex Sims) Hanst.
- Tussacia pulchella  (Donn ex Sims) Rchb. ex Oerst.
- Tussacia woodsonii  C.V. Morton

## Répartition
Depuis l'Équateur et la Guyane jusqu'au Costa-Rica et Caraïbes.

## Utilisation
Cultivée à des fins ornementales dans les régions tropicales